# Kalendarium wojny domowej w Libii przed interwencją międzynarodową
Poniższe zestawienie prezentuje chronologię wydarzeń z wojny domowej w Libii w roku 2011.

## Chronologia wydarzeń

### Demonstracje, zamieszki, pierwsze walki zbrojne

Flaga Libii w latach 1951-1969, używana przez protestujących jako symbol rewolucji.

#### 15 lutego
Masowe protesty rozpoczęły się 15 lutego. Wówczas 500-600 osób demonstrowało w Bengazi. Doszło do walk z policją, w wyniku których rannych zostało 14 osób, w tym 10 funkcjonariuszy. Demonstracje zorganizowano za pośrednictwem Facebooka.
Tego dnia z Baranowicz, gdzie znajduje się duży magazyn broni na Białorusi, przyleciał do Libii samolot transportowy Ił-76. Samolot wylądował na jednym z nielicznych kontrolowanych jeszcze przez siły Kaddafiego lotnisk w mieście Sabha, na pustyni w południowo-zachodniej części Libii.

#### 16 lutego
Podczas antyrządowych demonstracji, które odbyły się w Bengazi, protestujący obrzucili policję kamieniami. W odpowiedzi, zostali ostrzelani gumowymi pociskami przez policję. Według służb medycznych, 38 osób zostało rannych w zamieszkach. Według świadków, bezpośrednią przyczyną protestów było aresztowanie obrońcy praw człowieka, który reprezentował ofiary policyjnych zabójstw w więzieniu Abu Salim. Rządowe media początkowo zignorowały protesty, ale później nadawały informacje o pro-rządowych demonstracjach w Bengazi, Trypolisie i innych miastach.

#### 17 lutego – Dzień Gniewu
Podczas Dnia Gniewu, według organizacji Human Rights Watch, zginęły 24 osoby. W trakcie starć pomiędzy siłami bezpieczeństwa i demonstrantami w mieście Al-Bajda śmierć poniosło 11 osób, a kilkanaście odniosło rany. Z kolei w Bengazi siły bezpieczeństwa użyły ostrej amunicji przeciwko protestującym. W wyniku ostrzału zginęło sześć osób. W mieście Az-Zintan na południowy zachód od Trypolisu śmierć poniosło dwóch demonstrantów.

#### 18 lutego
Tysiące ludzi zgromadziły się w Bengazi. Demonstranci spalili tam kilka posterunków policji, budynków rządowych oraz zajęli siedzibę państwowej telewizji. W walkach zginęło 35 osób. Doszło do buntu w miejscowym więzieniu z którego zbiegło około 1000 osadzonych. Czterech zastrzelono, 150 złapano. W niektórych miastach zorganizowano wiece poparcia dla Kaddafiego. Demonstranci wyparli wieczorem siły bezpieczeństwa z miasta Bengazi, podpalono też siedzibę rozgłośni radiowej. Walki miały miejsce także w Al-Bajdzie. Siły bezpieczeństwa skierowały do walki z demonstrantami najemników z innych państw afrykańskich. 50 schwytanych najemników zostało straconych. Powieszono też dwóch policjantów.

#### 19 lutego

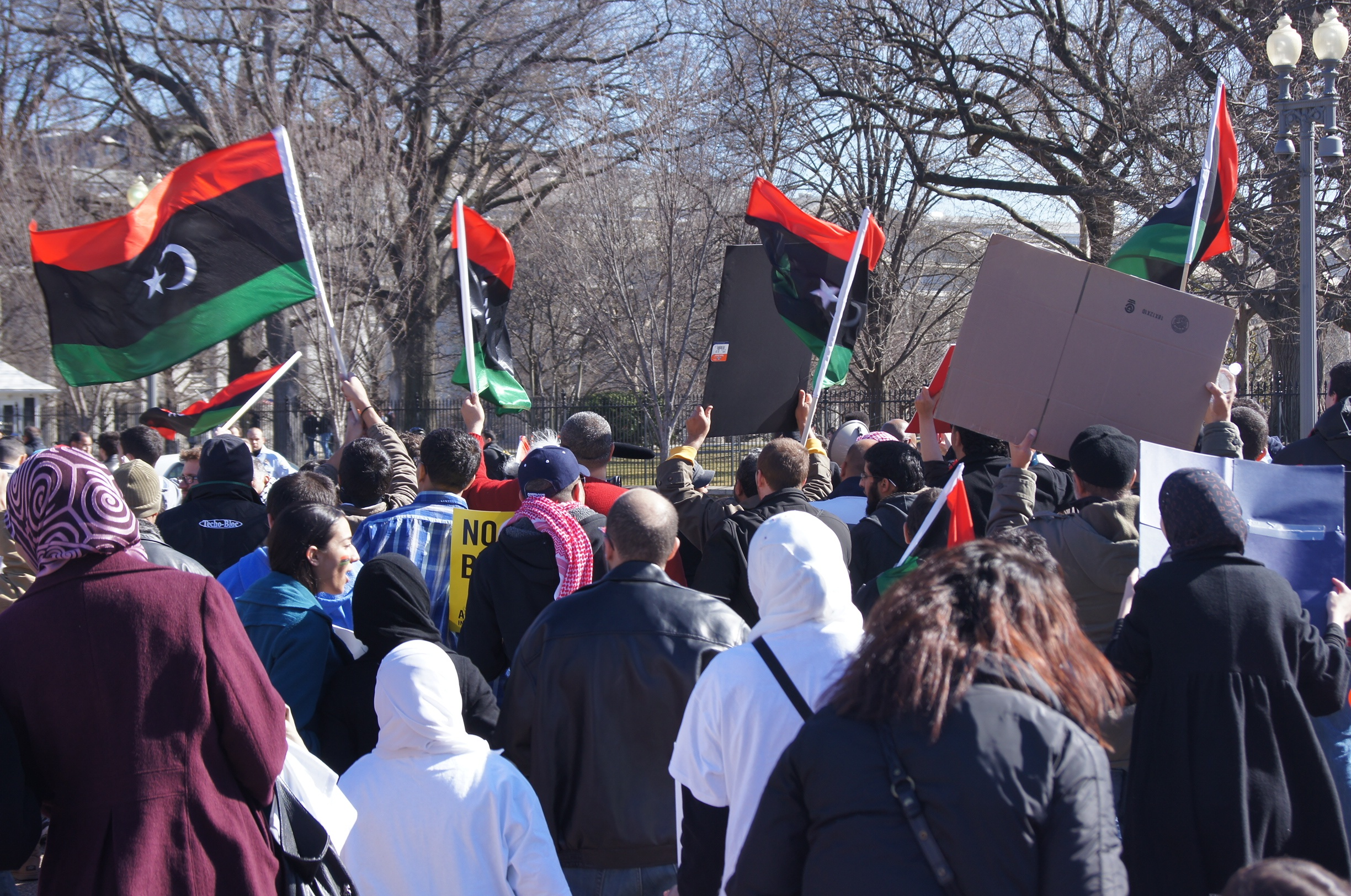
Protest libijskiej opozycji przed Białym Domem, 19 lutego 2011

W nocy z 18 na 19 lutego zablokowano w Libii dostęp do internetu. Przez internet zwoływano masowe demonstracje. W związku z niespokojną sytuacją, Polskie MSZ zaleciło 19 lutego powstrzymanie się od podróży do tego kraju. Po południu podczas pogrzebu ofiar wcześniejszych starć, wojsko ostrzelało ludzi, zabijając 15 osób. Wielu zostało rannych. W międzyczasie armia została wyparta z miasta Al-Bajda.
W Trypolisie doszło do wieców poparcia dla Kaddafiego. W mieście Al-Bajda islamiści jako zakładników porwali cywilów, policjantów i członków służb bezpieczeństwa, a dwóch policjantów powiesili. Domagają się oni zniesienia stanu wyjątkowego. W głównym ośrodku protestów, Benghazi, 19 lutego zginęło przed cmentarzem co najmniej 25 uczestników pogrzebów. Tego samego dnia przedstawiciel Libii w Lidze Arabskiej Abdel Moneim al-Honi ogłosił swoją dymisję, która miała być poparciem dla demonstrantów. Według konsula RP w Libii Stanisława Gulińskiego na teren Cyrenajki nie sięgała już władza administracji Kaddafiego, a armia przeszła na stronę protestujących, podczas gdy do demonstrantów strzelają zagraniczni najemnicy.

#### 20 lutego
Syn Kaddafiego, Saif, w wieczornym w telewizyjnym wystąpieniu zapewnił o pełnym poparciu armii oraz że rząd Libii będzie walczyć o władzę do ostatniego człowieka. Przyznał jednak, że cywile zdobyli w walkach w Bengazi kilka czołgów. Media zagraniczne doniosły zaś, że na stronę protestujących przeszła elitarna jednostka "Piorun". W godzinach popołudniowych i wieczornych wojsko strzelało do bezbronnych cywilów, mordując co najmniej 50 osób. Setki ludzi opuściło demonstracje z ranami postrzałowymi. Do demonstrantów strzelano z karabinów maszynowych, użyto noży oraz rakiet przeciwlotniczych.
Wieczorem w Trypolisie antyrządowi demonstranci wdarli się do siedziby publicznego radia Al-Shababia i publicznej telewizji Al-Dżamahirija 2, które następnie splądrowali oraz podpalili komisariaty policji i siedziby prorządowych Komitetów Rewolucyjnych. Tysiące zwolenników libijskiego przywódcy Muammara Kaddafiego, starły się z jego przeciwnikami na Placu Zielonym w centrum stolicy Trypolisie. Według relacji świadków na ulicach słychać było strzały i widać płonące samochody.

#### 21 lutego – masakra w Trypolisie; zdobycie Bengazi przez rebeliantów

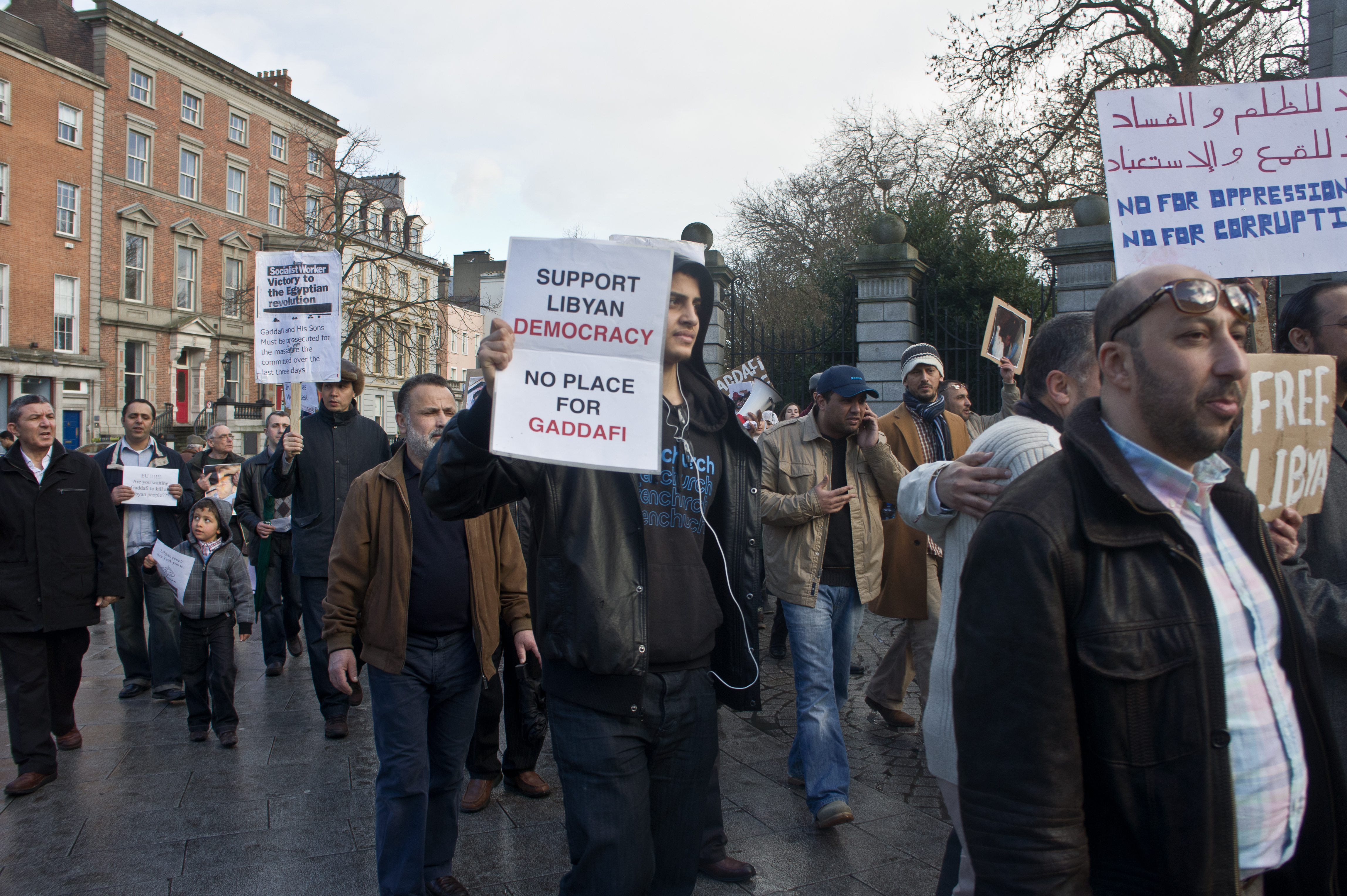
Demonstracja z poparciem dla libijskiej opozycji w Dublinie, 21 lutego 2011

Przez cały dzień walki trwały w Trypolisie, Bengazi, Bajdzie, Adżdabiji, Darnie i Tobruku.
W Trypolisie demonstranci podpalili gmach parlamentu, Salę Ludu. Do 15:00 rebelianci przejęli kontrolę nad Ghadamis. Wieczorem opozycja przejęła kontrolę nad rodzinnym miastem Kaddafiego, Syrtą, oraz nad Bengazi i innymi miastami na wschodzie kraju. Zaatakowano także osadę Bab al-Azizija, gdzie mieszka obecnie Kaddafi. Siły bezpieczeństwa otworzyły ogień do protestujących w Trypolisie. Wieczorem demonstranci zostali zbombardowani z wojskowych helikopterów. Helikoptery bombardowały cele ruchome co 20 minut. We wschodnich biednych dzielnicach Trypolisu wieczorem wybuchły regularne walki. W masakrze demonstrantów zginęło 200-300 osób.
Do dymisji podali się i przeszli na stronę opozycji ambasadorowie Libii urzędujący w Indiach, Tunezji, USA, Chinach, Indonezji, Wielkiej Brytanii i Malezji, a do dymisji w proteście przeciwko nadmiernemu stosowaniu przemocy wobec demonstrujących podał się minister sprawiedliwości Mustafa Muhammad Abd ad-Dżalil, ale informacja ta nie ma jeszcze potwierdzenia w źródłach rządowych Libii. Z kolei koalicja duchownych Sieć Wolnych Ulemów Libii wezwała do rebelii, którą określiła jako obowiązek każdego muzułmanina, a wpływowy egipski duchowny Jusuf Al Kardawi wydał fatwę nakazującą żołnierzom libijskim zabicie Kaddafiego. Minister spraw zagranicznych Wielkiej Brytanii William Hague, powiedział, iż pojawiły się nieoficjalne pogłoski, że Muammar Kaddafi mógł uciec do Wenezueli. Władze tego kraju zaprzeczyły jednak wszelkim spekulacjom o przyjęciu Kaddafiego, podobnie jak libijski minister informacji. Seif al-Islam Kaddafi ogłosił natomiast wieczorem utworzenie komisji śledczej ds. zbadania aktów przemocy podczas zamieszek, do której wejdą przedstawiciele libijskich i zagranicznych organizacji praw człowieka.
W Bengazi opozycjoniści świętowali przejęcie kontroli nad miastem, zerwali z gmachu sądu wprowadzoną przez Kaddafiego flagę i wywiesili na jej miejsce flagę z czasów monarchii. Policja w mieście jest całkowicie nieobecna, ochronę mienia i kierowanie ruchem przejęły młodzieżowe milicje. Prawdopodobnie także część jednostek wojskowych przeszła na stronę opozycji. W czasie pięciodniowej bitwy o Bengazi poległo 510 osób: 332 zabitych po stronie rebeliantów (202 demonstrantów i 130 zbuntowanych żołnierzy) oraz 178 zabitych po stronie sił Kaddafiego: 111 zabitych żołnierzy, 65 zabitych, 236 pojmanych, 24 zaginionych najemników, 2 zabitych policjantów.
Armia maltańska potwierdziła informacje mediów, że dwa libijskie myśliwce Mirage i dwa cywilne śmigłowce wylądowały na Malcie, ich piloci zdezerterowali, jeden z nich poprosił o azyl.
Walki trwały też w Trypolisie, najgwałtowniejsze we wschodnich, biednych dzielnicach miasta. BBC doniosła, że niektóre oddziały wojska na zachód od Trypolisu zbuntowały się i walczą z tymi wiernymi Kaddafiemu. Wieczorem libijskie lotnictwo rozpoczęło bombardowania demonstrantów w Trypolisie.
Zbuntowało się także miasto Ras al-Unuf, gdzie jest położona duża rafineria i zakłady petrochemiczne.

#### 22 lutego – przemowa Kaddafiego
Powołując się na telewizję Al Arabija Reuters podaje, że około godziny 2:00 nad ranem czasu lokalnego Kaddafi wystąpił w telewizji z niespełna minutowym przemówieniem zapewniając, że jest w Trypolisie, a nie w Wenezueli. Ok. 16:50 Kaddafi przemówił ponownie w telewizji, zapowiadając, że nie ustąpi, potępiając "terrorystów" i wzywając społeczeństwo do posłuszeństwa. Zapowiedział też, że dotąd "jeszcze nie użył siły" i zagroził karą śmierci dla każdego z demonstrujących. Przemówienie zostało okrzyknięte ostatnim show tyrana. Po przemówieniu doszło do starć w Trypolisie, w dzielnicy Bin Aszur oraz w al. Jumhurija w centrum.
Egipski minister spraw zagranicznych Ahmed Aboul Gheit ogłosił, że lotnisko w Bengazi jest niezdatne do użytku z powodu zniszczenia pasów startowych w czasie zamieszek. Cały czas trwała ewakuacja z Libii obywateli Unii Europejskiej i pracowników organizacji międzynarodowych, masowo uciekali też z Libii Tunezyjczycy. Z kolei władze Egiptu zapowiedziały udostępnienie przejścia granicznego w As-Sallum dla uciekających z kraju Libijczyków przy jednoczesnym wzmocnieniu egipskiej straży granicznej. Tego samego dnia libijscy opozycjoniści przejęli kontrolę nad całą libijską stroną pasa granicznego z Egiptem. Reuters doniósł o zamknięciu libijskich portów.
Rano po ucieczce dwóch samolotów Mirage Kaddafi wydał rozkaz karania śmiercią pilotów, którzy odmawiają wykonywania rozkazów. Płk Kasem Nadża, który przeszedł na stronę opozycji, poinformował, że w szeregach korpusu oficerskiego dokonano licznych aresztowań w związku z dezercjami z armii.
Telewizja Al-Arabija informowała o ostrzale z powietrza nie tylko demonstrantów, ale też dzielnic mieszkaniowych Trypolisu.
Po południu libijskie przedstawicielstwo w Aleksandrii wypowiedziało posłuszeństwo Muammarowi Kaddafiemu, a żołnierze w Tobruku wsparli opozycję oświadczając jednocześnie, że cała wschodnia część Libii jest już poza jego kontrolą.
Wieczorem Al-Dżazira podała, że Libia została zawieszona w prawach członka Ligi Arabskiej, a późno wieczorem Rada Bezpieczeństwa ONZ potępiła Libię za użycie przemocy wobec obywateli.
Wieczorem szef libijskiego MSW i generał armii Abd al-Fatah al-Junis Ubejdi, przeszedł na stronę rewolucji i wezwał wojsko, aby przyłączało się do protestujących.

#### 23 lutego

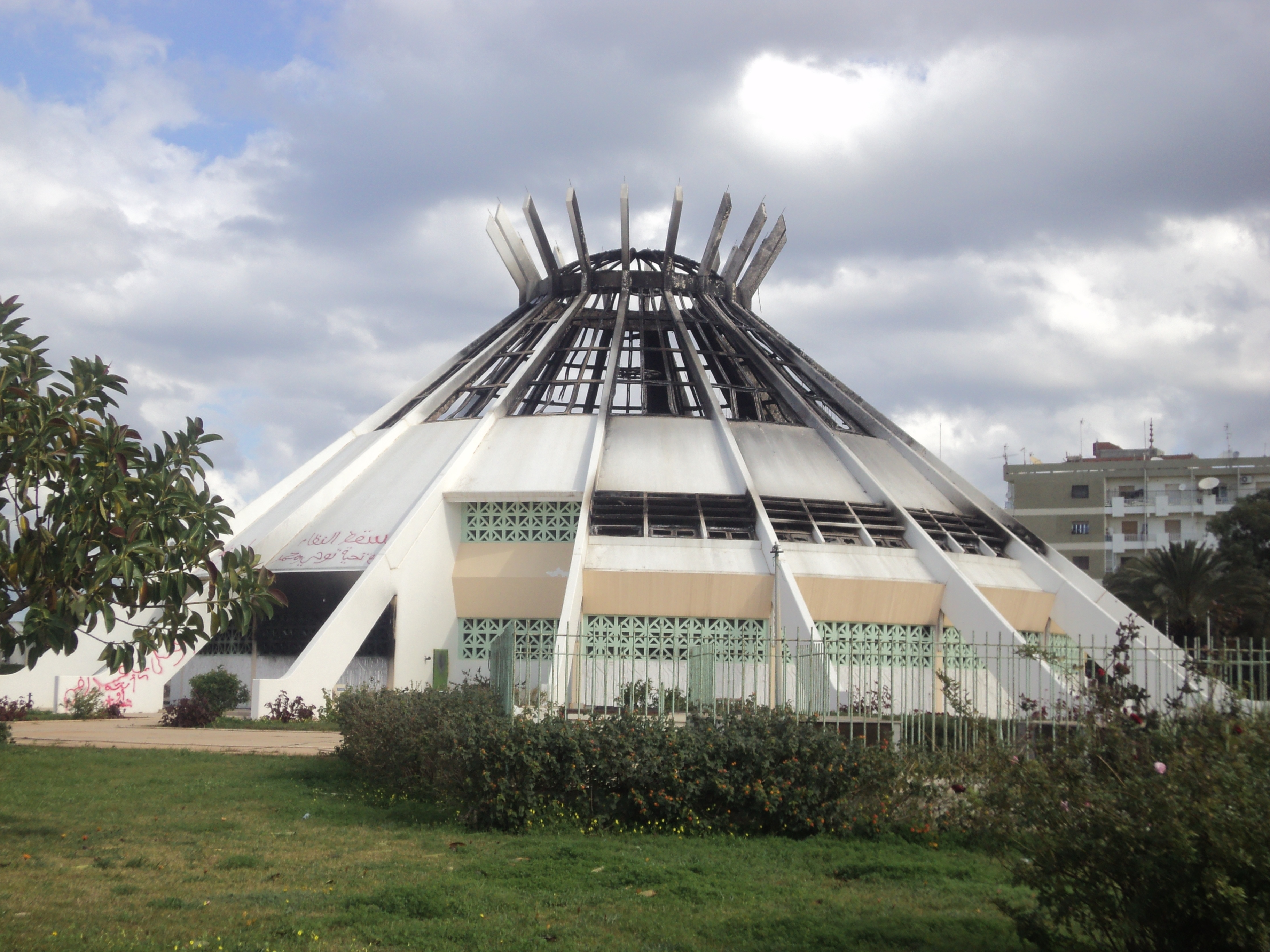
Budynek Rewolucyjnego Komitetu Ludowego w Bengazi, po podpaleniu przez protestujących, 23 lutego 2011

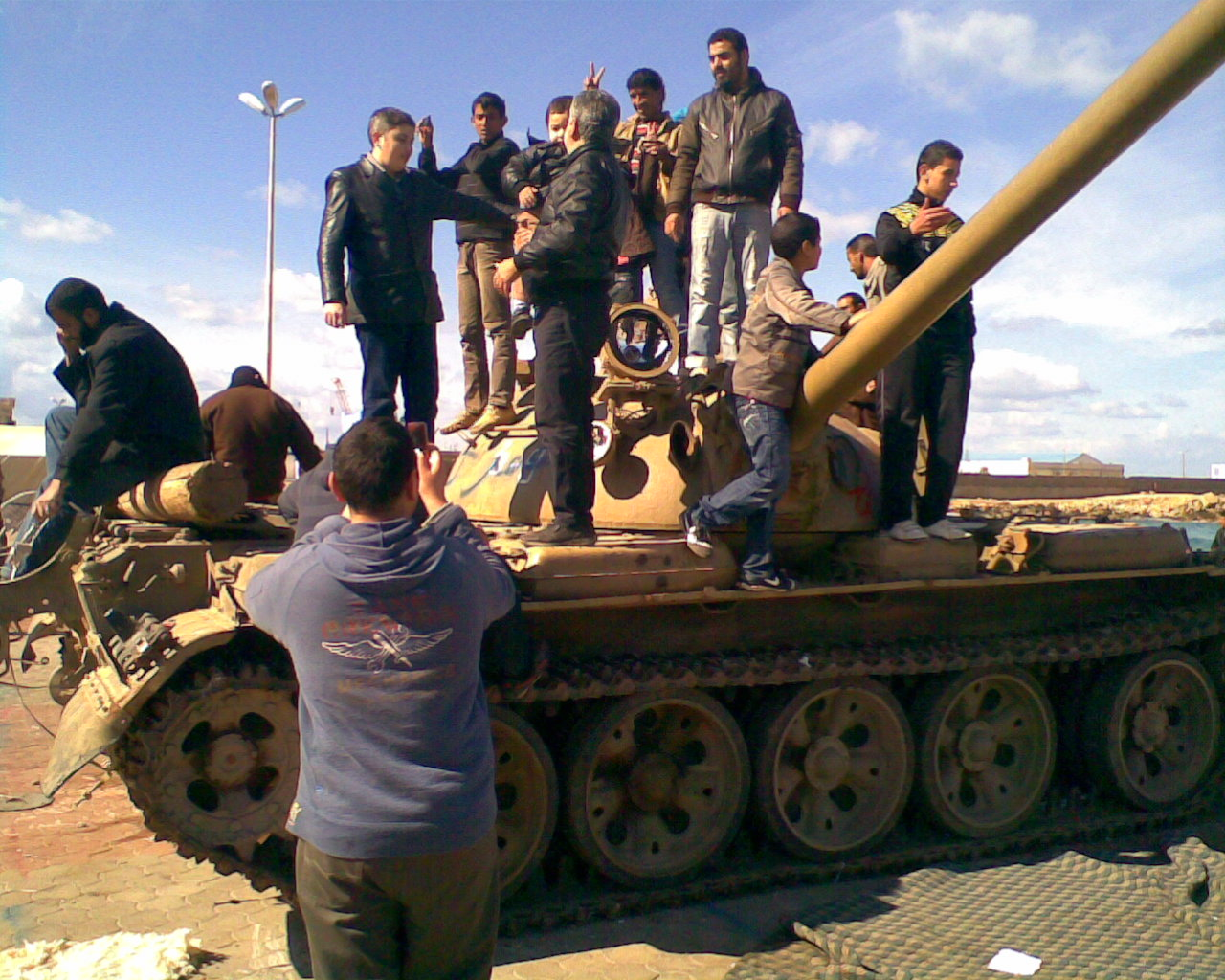
Libijczycy na zdobytym czołgu w Bengazi, 23 lutego 2011

Włoskie MSZ oceniło liczbę ofiar dotychczasowych walk na 1000 osób i potwierdziło przejęcie kontroli nad Cyrenajką przez opozycję. Przez kontrolowaną przez opozycję granicę z Egiptem dotarli do kraju pierwsi zagraniczni reporterzy. W nocy z 22 na 23 lutego do Egiptu uciekło 20 tys. Libijczyków. Tego samego dnia zaginął były szef libijskiego MSW Abd al-Fatah al-Junis Ubejdi, który przeszedł na stronę rewolucji dzień wcześniej.
Masowo zaczęły się buntować miasta w górach Dżabal Nafusa na zachodzie kraju. Największe z miast, które przeszły na stronę buntowników to Gharjan, Az-Zintan, Nalut, Jafran
Kaddafi ukrywał się w koszarach wojskowych w Bab al-Azizija w Trypolisie pod ochroną czterech brygad sił bezpieczeństwa.
Posłuszeństwo rządowi wypowiedziała ambasada w Austrii.
Wiceminister spraw zagranicznych Libii Chaled Chaim na spotkaniu z ambasadorami krajów UE w Trypolisie oskarżył Al-Kaidę o ustanowienie "emiratu islamski w Dernie" i dążenie do "talibanizacji" kraju. Władze poinformowały, że zagraniczni dziennikarze, którzy dostali się na teren Libii bez zgody, będą traktowani za współpracowników Al-Kaidy.
Po wtorkowych ograniczeniach w dostawach gazociągiem Greenstream na Sycylię w środę gazociąg został zamknięty z powodu zamieszek. Libijscy robotnicy odmówili pracy przy rurociągu, ponieważ bali się wyjść na ogarnięte walkami ulice.
W Bengazi zaczęła ukazywać się opozycyjna gazeta "Libia" i uruchomione zostało "Radio Wolna Libia".

### Ofensywa rebeliantów

#### 24 lutego – początek ofensywy rebeliantów
Rano libijskie władze wezwały demonstrantów do złożenia broni, w zamian za informacje o przywódcach rebelii oferując amnestię i nagrody pieniężne. Były libijski minister sprawiedliwości, Mustafa Muhammad Abd ad-Dżalil, który ustąpił 21 lutego, odrzucił zaproponowane przez Kaddafiego negocjacje i wezwał reżim do natychmiastowego ustąpienia. Po południu Kaddafi przemówił w libijskiej telewizji. Powiedział, że demonstranci służą Osamie bin Ladenowi. Dyktator uważa, że manifestanci znajdują się pod wpływem narkotyków. Ponadto przekazał kondolencje rodzinom ofiar protestów i nazwał ich dziećmi Libii. Zaapelował także do obywateli żeby nie uciekali za granicę.
Telewizja Al-Dżazira pokazała film z płonącego komisariatu policji w Az-Zawija, 50 km na zachód od Trypolisu, na którym widać około 20 ciał funkcjonariuszy rozstrzelanych za odmowę strzelania do protestujących. Armia ostrzelała z pocisków rakietowych i broni maszynowej także minaret przy meczecie, gdzie obozowali demonstranci. Podczas 5-godzinnych walk w Zawiji rozpoczętych o godz. 8:00 (7:00 czasu polskiego), zginęło 100 osób, około 400 zostało rannych.
Reuters poinformował, że w czwartek miasto Zuwara, leżące 120 kilometrów na zachód od Trypolisu, znalazło się w rękach opozycji. Uciekający z kraju obcokrajowcy potwierdzali słowa przedstawicieli opozycji, że większość kraju pozostawała w tym dniu poza kontrolą Kaddafiego, łącznie z zachodem kraju. Od południa trwały ataki w Misracie, głównie w okolicach lotniska i centrum miasta. Wieczorem miasto było już pod kontrolą opozycji.
Al-Kaida Islamskiego Maghrebu oskarżyła Kaddafiego o sprowadzenie z subsaharyjskiej Afryki najemników i wezwała muzułmańską inteligencję do poparcia powstania Libijczyków.
Agencja Reutera poinformowała, że mieszkańcy Bengazi przekazali informację, iż główne libijskie terminale naftowe na wschód od stolicy są w rękach powstańców. Associated Press poinformował, że bliski doradca Kaddafiego i jego kuzyn, Ahmed Kadaf al-Dam, wyjechał do Kairu w proteście przeciwko brutalnemu tłumieniu protestów przez libijski rząd.
Libia zażądała od Malty zwrotu dwóch myśliwców, którymi w poniedziałek na wyspę uciekli dwaj libijscy piloci odmawiający bombardowania protestujących. Obaj poprosili o azyl polityczny.

#### 25 lutego
Rząd libijski ogłosił podwyżkę płac, dopłat do produktów żywnościowych i dodatków socjalnych. Każdej rodzinie obiecano 500 libijskich dinarów (400 dolarów amerykańskich).
W mieście Adżdabija armia i policja dołączyła do buntowników. To kolejne miasto, nad którym władza centralna straciła kontrolę. Do walk doszło w Trypolisie, gdzie zginęło co najmniej sześć osób. Po przemowie Kaddafiego, walki się nasiliły, w wyniku czego rewolucjoniści przejęli wieczorem kontrolę nad kilkoma dzielnicami stolicy. Bazę lotniczą Muitika, największą w Trypolisie, zdobyli opozycjoniści, natomiast USA zamknęła ambasadę w stolicy. Zdaniem libijskiego dziennikarza siły Kaddafiego kontrolowały wieczorem tylko rządową dzielnicę Bab al-Azizia. Po południu manifestanci przejęli kontrolę nad miastem Marsa al-Burajka (Brega), w którym znajduje się rafineria ropy naftowej. Trzy zamieszkane przez Berberów miasta 150 km na południowy zachód od Trypolisu, Jafran, Az-Zintan i Dżadu, przeszły w ręce rebeliantów. Przeciwnicy reżimu w mieście Az-Zawija odparli atak sił bezpieczeństwa. Az-Zawija to strategiczny port z terminalem naftowym, leżący na zachód od Trypolisu. Wieczorem siły Kaddafiego wspierane przez czołgi przejęły część bazy wojskowej znajdującej się w Misracie. W walkach o bazę do północy poległy 22 osoby.
Wysoka komisarz ONZ ds. praw człowieka Navi Pillay, podała, że podczas libijskiej rewolucji tysiące ludzi zostało zamordowanych. Światowy Program Żywnościowy (WFP) ostrzegł przed kryzysem żywnościowym w Libii. Z kolei rzeczniczka Wysokiego Komisarza ONZ ds. Uchodźców (UNHCR) Melissa Fleming, ostrzegła przed exodusem cywilów, którzy mogą zalać sąsiednie kraje i Europę.
Francja oraz Wielka Brytania zapowiedziały przygotowanie projektu rezolucji ONZ, nakładającej sankcje gospodarcze na Libię. Minister Spraw Zagranicznych Niemiec, Guido Westerwelle, zaproponował wprowadzenie zakazu przyjazdu Muamara Kaddafiego do krajów Unii Europejskiej. Zażądał on również nałożenia embarga na eksport broni do Libii.
Abdul-Rahman al-Abbar, libijski prokurator generalny, zrezygnował ze stanowiska i przyłączył się do buntowników. Jego zdaniem sytuacja w Libii zaprzeczała prawom sprawiedliwości. Ambasador Libii przy ONZ przeszedł na stronę opozycji, podobnie przedstawiciel przy Lidze Arabskiej.
Izraelski portal "Debka", zajmujący się sprawami wojskowymi i wywiadowczymi podał, że do Cyrenajki zaczęli tego dnia docierać drogą lotniczą lub na okrętach wojennych instruktorzy wojskowi z USA, Wielkiej Brytanii i Francji, których zadaniem jest usprawnienie działania lokalnych oddziałów powstańczych i formowanie regularnych oddziałów wojskowych do walki z wojskami Kaddafiego.
Kaddafi ogłosił jednak że to Al-Ka’ida wspiera siły powstańcze przy pomocy narkotyków.
Prezydent Barack Obama wieczorem podpisał dekret wprowadzający sankcje wobec Libii.

#### 26 lutego – rezolucja Rady Bezpieczeństwa ONZ nr 1970; powołanie Narodowej Rady Tymczasowej
Rada Bezpieczeństwa ONZ wprowadziła rezolucję nr 1970. Zamrożono i zablokowano wszystkie aktywa majątkowe w USA libijskiego dyktatora Muammara Kaddafiego i jego czworga dzieci. Kontynuowana była ewakuacja osób uciekających z Libii w związku z pogarszającą się sytuacją w tym kraju. Na Maltę przybyła fregata brytyjskiej marynarki wojennej z 207 osobami na pokładzie. Minister obrony Włoch Ignazio La Russa oświadczył, że włosko-libijski traktat o walce z nielegalną imigracją, zawarty w 2008 roku przez premiera Silvio Berlusconiego i Muammara Kaddafiego, już nie obowiązuje.
W nocy, siły rządowe otworzyły ogień do rebeliantów w Az-Zawiji. Następnie wojsko opuściło miasto Az-Zawija. Walki wybuchły ponownie w Misracie, kontrolowanej przez rebeliantów. W pobliżu miasta Sabrata, wojsko otworzyło ogień do demonstrantów. Podobne wydarzenia miało w gminie Sabrata wa-Surman. W stolicy walki toczyły się w dzielnicy Ghut Ashaal. Zabito kilku demonstrantów. W stolicy odcięto elektryczność. Wielka Brytania zamknęła swoją ambasadę w Trypolisie.
Na granicy z Tunezją stacjonują afrykańscy najemnicy. Odbierali oni uchodźcom telefony komórkowe i karty pamięci aparatów fotograficznych, by zapobiec wydostaniu się z Libii zdjęć, pokazujących stosowanie siły wobec demonstrantów.
Były minister sprawiedliwości Mustafa Muhammad Abd ad-Dżalil rozpoczął tworzenie rządu tymczasowego w Bengazi. Powiedział, że Kaddafi odpowiada za zbrodnie w kraju. Powołano Narodową Radę Tymczasową.
W nocy Barack Obama w rozmowie z Angelą Merkel wezwał otwarcie pierwszy raz Kaddafiego do ustąpienia.
Media doniosły, że w Bengazi na wschodzie kraju, otwarte zostały banki, a ludzie próbują wrócić do normalnego życia.

#### 27 lutego – zdobycie Az-Zawiji przez rebeliantów
W nocy doszło do gwałtownych walk w Az-Zawiji. Główny plac miasta był zajęty przez buntowników. Najemnicy przeprowadzili za pomocą artylerii szturm na demonstrantów, w którym zginęło ok. 50 demonstrantów, a drugie tyle odniosło rany. W ataku śmierć ponieśli starcy, kobiety oraz dzieci. Siły reżimowe uprowadziły 30 młodych mężczyzn. Agresorom nie udało się przedrzeć do centrum. Okupowali przedmieścia, natomiast demonstranci kontrolowali centrum miasta. W południe zakończyły się walki i rebelianci wywiesili swoją flagę nad budynkiem w centrum miasta.
Rebelianci odrzucili oferty pomocy wojskowej ze strony USA i krajów europejskich i wydali ostrzeżenie, że będą walczyć z interwentami, jeśli wkroczą na terytorium Libii.
Minister spraw zagranicznych Rosji Siergiej Ławrow, potępił rano użycie siły wobec protestujących ludzi. Wezwał Libię do poszanowania praw człowieka oraz bezwzględnego zapewnienia bezpieczeństwa swoim obywatelom i obcokrajowcom. Brytyjski minister spraw zagranicznych William Hague wydał dokument pozbawiający immunitetu dyplomatycznego Muammara Kaddafiego i jego synów na terenie Zjednoczonego Królestwa.
W wywiadzie dla serbskiej telewizji Kaddafi ponownie zapewnił, że nie opuści Libii, oskarżył też obcokrajowców i Al-Kaidę o doprowadzenie do zamieszek i potępił ONZ za nałożenie na niego sankcji i wszczęcie dochodzenia o zbrodnie wojenne.
The Sunday Times poinformował o wysłaniu do Libii przez prezydenta Zimbabwe Roberta Mugabe kilkuset weteranów i żołnierzy służby czynnej na pomoc Muammarowi Kaddafiemu.
Na stronę rewolucjonistów przeszedł ambasador Libii we Włoszech Abdulhafed Gaddur.

#### 28 lutego
Cały dzień toczyły się walki o kontrolę nad miastem Misrata i tamtejszą bazę wojskową, które kontrolowali rewolucjoniści, a siły rządowe podejmowały liczne ataki. Rano w okolicy miasta rebelianci strącili wojskowy samolot i pojmali jego lojalną reżimowi załogę.
Rano do miasta Az-Zawija, które dzień wcześniej zostało zdobyte przez rebeliantów, zbliżyło się od zachodu 200 uzbrojonych żołnierzy. W walkach zginęło 10 wojskowych, brak informacji o ofiarach po stronie buntowników.

Sytuacja na froncie trypolitańskim

Między godziną 15:00, a 16:00 libijskie samoloty zbombardowały miasto Adżdabija. Bomby spadły na skład broni, który został opanowany przez rebeliantów. W Trypolisie doszło do manifestacji w której udział wzięło 10 tys. ludzi. Siły bezpieczeństwa otworzyły ogień, zabijając kilka osób.
Wieczorem siły bezpieczeństwa ponowiły atak na Az-Zawiję. Walki nabrały na sile po zmroku. Rebelianci odparli atak. Uszkodzony został ich czołg. Biorący udział w walce najemnicy uciekli z pola bitwy.
Kaddafi wytypował szefa wywiadu, który ma prowadzić rozmowy z rebeliantami na wschodzie kraju. Powołany został zespół Międzynarodowego Trybunału Karnego, mający zbierać informacje o sytuacji w Libii i ustalać czy w tym kraju doszło do zbrodni przeciw ludzkości.
Unia Europejska uzgodniła sankcje wobec Libii, obejmują one embargo na broń oraz inny sprzęt, a także zamrożenie aktywów i restrykcje wizowe wobec przywódcy Libii Muammara Kaddafiego i osób z jego otoczenia.
Sztokholmski Międzynarodowy Instytut Badań nad Pokojem poinformował o mającej miejsce w lutym komunikacji lotniczej pomiędzy Libią i Białorusią, sugerując że mogło chodzić o transfer majątku ruchomego Kaddafiego na Białoruś i dostawy broni do Libii. Instytut wskazał też Białoruś jako cel ewentualnej ucieczki Kaddafiego. Białoruś zaprzeczyła wszelkim doniesieniom na temat nielegalnego transportu broni do Libii. Kaddafi twierdzi że broń otrzymywał legalnie od sojuszników w wojnie z terrorem a teraz został opuszczony. Kaddafi był doceniany za represjonowanie Al-Kaidy w ujawnionej depeszy amerykańskiej dyplomacji i chwalony ponad innych dyktatorów za staranne zwalczanie walecznego islamu. Dżihad przeciw Kaddafiemu oswobodził Bengazi, a Francuzi obiecali wysłać dwa samoloty z pomocą rebeliantom.

#### 1 marca - początek ofensywy rządowej w górach Dżabal Nafusa

Sytuacja na froncie zachodnim na przełomie lutego i marca

Przez sześć godzin w nocy siły antyrządowe odpierały atak wojska libijskiego, które szturmowało miasto Az-Zawija. Wojsko ponownie zaatakowało z ciężkiej broni miasto Misrata.
Sekretarz stanu USA Hillary Clinton zarzuciła przywódcy Libii Muammarowi Kaddafiemu, że wykorzystuje najemników i zbirów przeciwko cywilom. Kilka godzin później Pentagon poinformował, że Stany Zjednoczone przegrupowują swoje siły morskie i powietrzne w rejonie Libii. Nie podano jednak jakie okręty lub jednostki są przemieszczane i jak amerykańscy dowódcy planują ich użyć.
Siły rządowe rozpoczęły ofensywę w górach Dżabal Nafusa zdobyły kontrolę nad miastami Gharjan i Zalitan. Siły Kaddafiego podeszły na 10 km od miasta Nalut, leżącego na zachodzie kraju, które także było kontrolowane przez rewolucjonistów.
Po południu Malta odmówiła oddania rządowi Kaddafiego dwóch myśliwców Mirage, których piloci uciekli z Libii, odmawiając strzelania do cywilów.
Wieczorem administracja USA wysłała na Morze Śródziemne dwa okręty desantowe z żołnierzami piechoty morskiej na pokładzie. Kolegium Połączonych Szefów Sztabów podkreśliło, że żadne opcje związane z Libią nie zostały wykluczone.
Zgromadzenie Ogólne ONZ zawiesiło członkostwo Libii w Radzie Praw Człowieka. Miało to związek z użyciem siły przez reżim Kaddafiego.
Według Al-Dżaziry, na obszarach w Libii na których władzę opanowała opozycja, dochodziło do regularnych pogromów czarnoskórej ludności, która była oskarżana o sprzyjanie dyktatorowi. Wielu czarnoskórych ukrywało się przed Arabami lub próbowało uciec do sąsiednich krajów (Niger, Sudan czy Czad).

#### 2 marca – nieudany atak wojska na Marsa al-Burajka
Rankiem wybuchły zacięte walki o Marsa al-Burajka − miasto na wschodzie Libii, które przechodziło na zmianę pod kontrolę sił lojalnych wobec Kaddafiego i sił antyrządowych. Powstańcy odzyskali kontrolę nad znajdującym się około 200 km od Bengazi miastem Marsa al-Burajka, mimo ataku wojska rządowego. Zestrzelili rządowy myśliwiec Mirage F1. Co najmniej 14 rebeliantów zginęło w czasie walk. W walce uczestniczyło 250-300 rebeliantów i 400 żołnierzy.
Wojska Kaddafiego przeprowadziły rano szybki atak (w tym bombardowanie przez lotnictwo) na położone w pobliżu Marsa al-Burajka miasto Adżdabija, w którego okolicy znajdują się baza wojskowa i skład broni, opanowane przez powstańców.
Kaddafi powołał dwóch nowych ministrów, których poprzednicy w zeszłym tygodniu wsparli rewolucjonistów. Ministrem spraw wewnętrznych został Masoud Abdel Hafiz, natomiast ministrem sprawiedliwości Mohamed Amhamad al-Qamoudy.
W południe libijski przywódca, wygłosił przemówienie w państwowej telewizji. Ostrzegł, że jeśli dojdzie do obcej interwencji to dojdzie do krwawej wojny, a Libijczycy będą stawiać czoło najeźdźcy. Kaddafi ogłosił, że złoża ropy są bezpieczne, ale firmy boją się (...) uzbrojonych gangsterów. Obiecał ponadto amnestię wszystkim, którzy złożą broń.
Dwa amerykańskie okręty desantowe USS Kearsarge i USS Ponce z 2 tys. żołnierzy piechoty morskiej przepłynęły przez Kanał Sueski i znajdowały się na Morzu Śródziemnym. Amerykanie wysłali je w kierunku Libii w celu prowadzenia ewentualnej ewakuacji bądź akcji humanitarnej. Pentagon podkreślił jednak, że nie wyklucza żadnej opcji jeśli chodzi o działania względem ogarniętej rebelią wobec Kaddafiego Libii.
Rebelianci zagrozili marszem na zachód z Bengazi, jeśli Kaddafi nie ustąpi. Rebelianci zaapelowali o przeprowadzenie przy wsparciu ONZ nalotów przeciwko najemnikom walczącym po stronie Muammara Kaddafiego. Z kolei Liga Arabska może stworzyć siły powietrzne, które przeszkodzą libijskiemu lotnictwu w bombardowaniu demonstrantów. Na Malcie rozbrojone dwa myśliwce Mirage należące do libijskiego lotnictwa, które dezerterowały 21 lutego podczas ostrzału cywilów w Trypolisie.

#### 3 marca
Rano Kaddafi zgodził się na zaproponowany przez prezydenta Wenezueli Hugo Chaveza plan zakończenia kryzysu w Libii przez międzynarodową mediację, jednak negocjacje z Kaddafim wykluczają powstańcy. Sekretarz generalny Sojuszu Anders Fogh Rasmussen ogłosił, że NATO nie podejmie się interwencji wojskowej.
Do południa lotnictwo Kaddafiego ponownie zbombardowało miasto Marsa al-Burajka, bomby spadły w pobliżu uniwersytetu, około 2 km od terminalu naftowego, zbombardowane zostało również tamtejsze lotnisko. Do Marsa al-Burajka zostały skierowane posiłki oddziałów powstańczych Jaysh-e-Libi al-Hurra, które odparły atak sił rządowych.
MSZ Polski zarządził spalenie wszystkich dokumentów ambasady i przeprowadził ewakuację pracowników z tego kraju.
Trzech holenderskich żołnierzy zostało zatrzymanych przez żołnierzy wiernych Kaddafiemu w Syrcie podczas ewakuacji cywilów. Holendrzy wpadli w ręce reżimowej armii zaraz po tym jak ich helikopter wylądował w mieście. Żołnierze służą na fregacie „Tromo", którą skierowano na wody w pobliżu libijskiego wybrzeża z Morza Arabskiego, gdzie walczyli z somalijskimi piratami. Resort obrony Holandii prowadzi rozmowy dyplomatyczne w sprawie uwolnienia więźniów.

#### 4 marca – początek oblężenia Az-Zawiji; wybuch walk o Ras al-Unuf
W nocy wybuchły kolejne walki o Az-Zawiję i rafinerię w Ras al-Unuf (Ras Lanuf). W Az-Zawiji zginęło dwóch żołnierzy armii Kaddafiego, natomiast w Ras al-Unuf toczyła się intensywna wymiana ognia z ciężkiej broni. W ciągu dnia intensywność walk w Az-Zawiji wzrosła. W walkach zginął m.in. dowódca wojsk rebelianckich w mieście. W wymianie ognia zginęło co najmniej 50 osób, a 300 odniosło rany. Rebelianci w liczbie około 2 tys. ludzi, zostali zepchnięci przez armię na centralny plac miasta. Ustawiono tam ostatni bastion, a wojsko libijskie rozpoczęło oblężenie miasta. Wieczorem powstańcy zdobyli miasto Ras al-Unuf. W walkach zginęło 16 rebeliantów, a 31 zostało rannych. W czasie walk do samosądów doszło wśród wojsk Kaddafiego. Przeprowadzono egzekucje 20 żołnierzy, którzy odmówili wykonania rozkazu strzelania do rebeliantów. Łącznie zginęło 25 żołnierzy.
Nad ranem doszło do nalotu w mieście Adżdabija, gdzie rakiety eksplodowały też przy murze bazy wojskowej zajmowanej przez opozycję. W wyniku ataku nikt nie ucierpiał. W sąsiednim mieście Marsa al-Burajka trwały pogrzeby ofiar bitwy. Wojska Kaddafiego zbombardowały też wieczorem skład amunicji na przedmieściach Bengazi. W nalocie zginęło 17 osób.
W południe doszło do wiecu w Al-Bajda kontrolowanej przez rebeliantów. W Misracie kontrolowanej przez rebeliantów doszło do marszu solidarności z mieszkańcami Trypolisu. W starciach zginęła tam jedna osoba. Po południu na ulice stolicy w dzielnicy Tażura wyszły setki ludzi.
Były minister spraw zagranicznych Libii, Ali Abdussalam Treki, został mianowany ambasadorem przy ONZ na miejsce poprzednika, który przeszedł na stronę rewolucji.

#### 5 marca
Około godz. 6:00 rano (godz. 5:00 czasu polskiego) siły Kaddafiego rozpoczęły drugi szturm w Az-Zawiji, po nieudanym nocnym. W operacji udział wzięły setki żołnierzy oraz czołgi. Po czterech godzinach intensywnych walk rebelianci zdołali odeprzeć atak. Czołgi sił libijskich atakowały według świadków obiekty i budynki cywilne. Ostrzelano 40 samochodów cywilnych. W mieście nie było dziennikarzy, więc media powoływały się na dane świadków bitwy. Według lekarzy w natarciu zginęło ponad 30 ludzi, w większości cywile. O 16:00 (godz. 17:00 czasu polskiego) wojsko libijskie ponowiło atak. Rebeliantów ostrzeliwało 20 czołgów, za którymi operowała piechota. Jednak i tym razem żołnierze musieli uznać wyższość rebeliantów, którzy obronili pozycje w centrum miasta. W obliczu niepowodzenia siły rządowe wycofały się na obrzeża miasta i kontynuowały jego blokadę.
Cały poranek spokojnie było Ras al-Unuf, które dzień wcześniej po jednodniowej bitwie zostało zdobyte przez rebeliantów. Jedynym incydentem było ostrzelanie przez rebeliantów do krążącego nad miastem helikoptera. Jeden z helikopterów został strącony, w wyniku czego zginęło dwóch jego pilotów. Tego dnia po południu doszło tam do niewielkich starć. W południe do walk doszło w Syrcie, rodzinnym mieście Kaddafiego, kontrolowanym przez jego lojalistów.
Narodowa Rada Libijska ogłosiła się w sobotę jedynym rządem Libii i wyznaczyła trzyosobowy komitet kierowniczy z przewodniczącym Mahmudem Dżebrilem. Głównodowodzącym sił zbrojnych powstania został Omar Hariri, weteran przewrotu z 1969 roku, później więzień polityczny. Kierownictwo nad dyplomacją objął Ali Essawi, który w lutym ustąpił ze stanowiska ambasadora w Indiach.

### Ofensywa sił rządowych

#### 6 marca – początek kontrofensywy sił rządowych; upadek Bin Dżawad; początek oblężenia Az-Zintanu i Jafranu
W nocy w Ras al-Unuf kontynuowano ciężkie walki. Siły rządowe przed godziną 9:00 przeprowadziły tam nalot. Jeden z helikopterów został strącony do morza.
Siły Kaddafiego zaatakowały przy pomocy karabinów maszynowych i granatników RPG powstańców w Bin Dżawad, położonym na drodze z Ras al-Unuf do Syrty, którą pokonywali rebelianci. Wojsko wysadziło żołnierzy z 20 pick-upów. W czasie walk jeden pojazd został zniszczony. W starciach zginęło 60 rebeliantów i 1 żołnierz, a co najmniej 20 innych. Ranny został także francuski dziennikarz. Tuż przed południem rebelianci w wyniku intensywnych walk wycofali się z miasta. W południe rewolucjoniści rozpoczęli marsz z Ras al-Unuf do Bin Dżawad. Kolumna rebeliantów została czterokrotnie zbombardowała.
Rano wojska rządowe przeprowadziły kolejny szturm na Az-Zawiję, który został odparty przez powstańców. W południe siły rządowe rozpoczęły drugi tego dnia szturm. Ciężki ostrzał artyleryjski był prowadzony od zachodu. Godzinę po rozpoczęciu ataku lądowego do operacji przystąpiło lotnictwo. Wieczorem wojsko zakończyło atak wycofując się z miasta. W walkach zginęło 3 rebeliantów i 26 żołnierzy. 11 wojskowych pojmano w tym trzech najemników.
O 5:00 czasu polskiego w Trypolisie wybuchły walki. Jednak rząd poinformował, że to jedynie odgłosy fajerwerków, a miasto jest kontrolowane przez wojsko i wolne od przemocy. Myśliwce zbombardowały ok. godz. 9:00 czasu lokalnego siły opozycyjne posuwające się w kierunku Syrty, która jest bastionem Kaddafiego.
Ok. godz. 10 ze wschodu, zachodu i południa siły rządowe zaatakowały Misratę. Wojska zabezpieczane przez czołgi i artylerię działały na przedmieściach miasta. Rebelianci odparli atak wojska. Powstańcy pojmali 20 żołnierzy i przejęli czołg. W walkach zginęło 16 rebeliantów i 18 żołnierzy, a 71 osób zostało rannych.
Rebelianci zaatakowali żołnierzy w Az-Zintan, położony 160 km na południowy zachód od Trypolisu. Pojmano 10 żołnierzy w tym dowódcę brygady. Siły rządowe rozpoczęły oblężenie miast Az-Zintan i Jafran.
Tygodnik "Sunday Times" podał, że na terenie Libii nad ranem aresztowano ośmiu komandosów brytyjskiej jednostki sił specjalnych SAS w cywilu i ochranianego przez nich niskiego rangą dyplomatę, który przybył do opozycjonistów w Bengazi celem nawiązania stosunków dwustronnych. Brytyjczyków rebelianci przewieźli do Bengazi i uwięzili na terenie dawnej bazy wojskowej. Londyn przyznał, że tajna misja miała miejsce, jednak nie planuje podjęcia militarnej akcji lądowej. Po kilku godzinach rebelianci wypuścili komandosów, co negocjował brytyjski dyplomata.

#### 7 marca – początek oblężenia Misraty

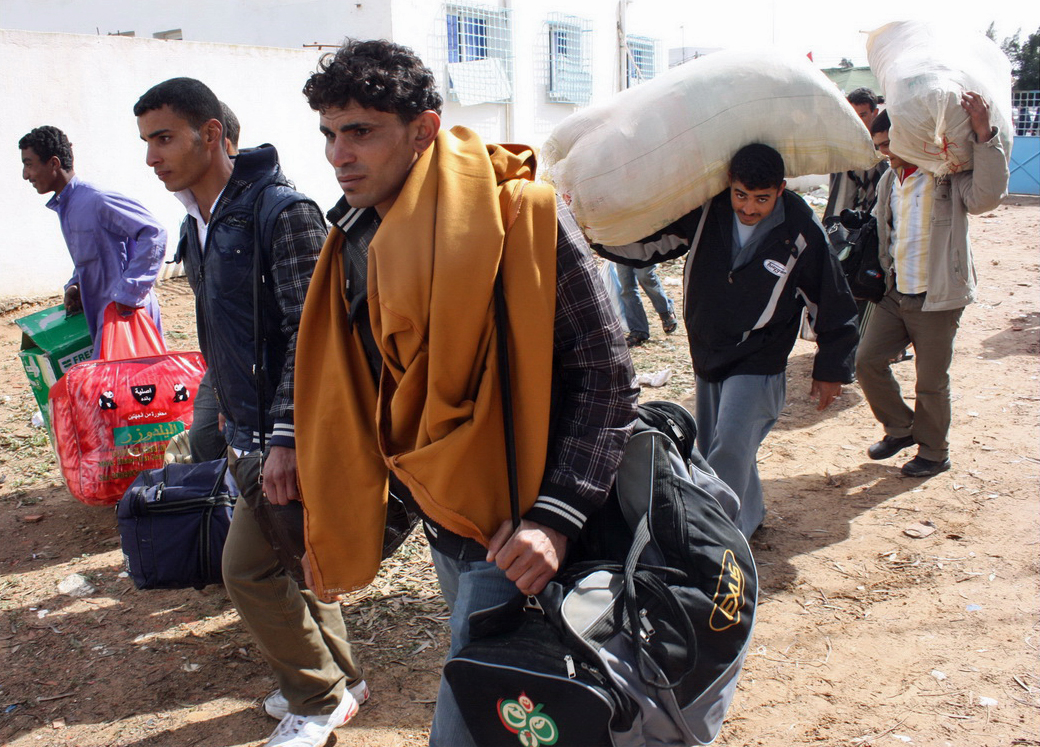
Libijscy uchodźcy przekraczający granicę z Tunezją w Ras Adżdir

7 marca o 9:00 rano czasu lokalnego siły rządowe podjęły intensywny atak na Az-Zawiję, do miasta wjechały czołgi. Ostrzał moździerzowy został przerwany o 13:30. W czasie walk lojaliści Kaddafiego po raz pierwszy zdołali przerwać linię obrony rebeliantów i dostać się do centrum miasta. Obszar kontrolowany przez powstańców skurczył się do Placu Męczenników i meczetu w centrum miasta. Wszystkie drogi wjazdowe były kontrolowane przez wojsko narodowe, które kontynuowało tym samym oblężenie.
W punkcie kontrolnym 10 km od Az-Zawiji uprowadzono trzech dziennikarzy i wywieziono ich do koszar wojskowych w Trypolisie. Poddano ich tam torturom. Zatrzymano założono im opaski na oczy, skuto kajdankami, bito i poniżano. Po 21 godzinach mężczyźni zostali zwolnieni.
Przed godziną 10:00 czasu lokalnego (9:00 czasu polskiego) libijskie lotnictwo ponownie zbombardowało Ras al-Unuf. Rebelianci próbowali zestrzelić myśliwce przy użyciu dział przeciwlotniczych. Będący na miejscu wydarzeń dziennikarze, podali, że próby te były bezskuteczne.
Gazeta "Asharq al-Awsat" podała, że w armii Kaddafiego są najemnicy z Syrii, Serbii, Ukrainy i Rumunii. Ponadto podano, że zestrzelone samoloty 5 i 6 marca w Ras al-Unuf pochodziły z Syrii. Tamtejszy rząd zaprzeczył, jakoby wspierał reżim Kaddafiego.
Misrata została ponownie zaatakowana 7 marca przez siły bezpieczeństwa, jednak bez większego powodzenia. Po zakończeniu szturmu rozpoczęto oblężenie miasta.
Kaddafi zaproponował opozycji organizację posiedzenia parlamentu, na którym podjęte miały być działania zmierzające do jego ustąpienia w zamian za gwarancję bezpieczeństwa dla siebie i rodziny oraz zapewnienia, że nie będzie później sądzony. Prowadzenie negocjacji powierzył on byłemu premierowi Dżadallahowi Azzuzowi Talhiemu. Narodowa Rada Tymczasowa oświadczyła, że nie ma miejsca na dialog z reżimem, a gwarancje nietykalności dla Kaddafiego byłyby obrazą dla ofiar walk.
Libijskie porty wywozowe ropy naftowej Ras al-Unuf i Marsa al-Burajka kontrolowane przez rebeliantów, zostały zamknięte przez toczącą się ofensywę wojsk Kaddafiego.
NATO za pomocą samolotów AWACS wprowadziło ciągłą obserwację Libii z powietrza. Barack Obama powiedział, że wobec zaostrzającej się sytuacji w Libii, NATO rozważa przeprowadzenie militarnej operacji. Amerykanie podali, że jedną z rozważanych możliwości jest uzbrajanie sił rebeliantów. Jakiejkolwiek interwencji z zewnątrz sprzeciwili się Rosjanie, według których Libijczycy powinni sami uporać się ze swoimi problemami.
Liga Państw Arabskich poparła plan ustanowienia nad Libią strefy zakazu lotów. Przedtem podobne deklaracje padły ze strony Francji i Wielkiej Brytanii, które zgodziły się ją poprzeć, jeżeli siły Kaddafiego nie zaprzestaną atakować ludności cywilnej. Sceptycznie wobec tego pomysłu podeszły Stany Zjednoczone.

#### 8 marca
Rano żołnierze podjęli siódmy szturm na centrum Az-Zawiji. W ciągu dnia przeprowadzono dwa kolejne zmasowane ataki. W atakach udział wzięło 50 czołgów i 120 samochodów ciężarowych, z których wysadzono żołnierzy. Ciężkie walki artyleryjskie toczyły się o ostatnie sektory kontrolowane przez rebeliantów. Wieczorem obie strony podały, że kontrolują centrum miasta.
Sytuacja na froncie wschodnim tego dnia stabilizowała się. Zajęte przez wojsko miasto Bin Dżawad było fortyfikowane na wypadek ataku rebeliantów, którzy zatrzymali się kilka kilometrów od stanowisk wroga. Ich pozycje były co jakiś czas atakowane przez samoloty rządowe. Siły rządowe zaplanowały zaatakować port naftowy w As-Sidr, leżący na drodze z Bin Dżawad do Ras al-Unuf. Zarówno port jak i to drugie miasto kontrolowane było przez powstańców. Ras al-Unaf zostało po godzinie 11:00 czas lokalnego (10:00 czasu polskiego) czterokrotnie zbombardowane. Pociski spadły na dzielnice mieszkalne. Kolejne bombardowania wypchnęły rebeliantów z miasta ku wybrzeżu.
Przed godz. 14:00 czasu libijskiego szef Narodowego Rządu Tymczasowego, Mustafa Muhammad Abd ad-Dżalil, dał 72 godziny Kaddafiemu na ustąpienie i wezwał reżim do zaprzestania bombardowania z powietrza.

#### 9 marca
Rano wojsko otoczyło centrum miasta Az-Zawija w odległości 1,5 km i wyprowadzało stamtąd ataki. Siły reżimowe kontrolowały przedmieścia oraz główną drogę do miasta. Przez toczące się walki zamknięto tamtejszą największą w Libii rafinerię. W wyniku szturmu lądowego i ciężkiego bombardowania z powietrza, rebelianci ok. 18:00 czasu lokalnego (17:00 czasu polskiego) wycofali się z centrum. W walkach zginęło co najmniej 40 osób. Po sześciu dniach oblężenia i szturmów Zawija znalazła się pod kontrolą rządu. Sytuacja jednak diametralnie się zmieniła, gdyż powstańcy przeszli do natychmiastowego kontrataku. Po dwóch godzinach walk rebelianci odzyskali kontrolę nad centrum, odpychając wojsko na kilometr od miasta. W toku walk duża część miasta została zniszczona.
Lotnictwo przeprowadziło atak na pozycje rebeliantów w porcie naftowym w Es Sider, uszkadzając zbiorniki paliwa. Nad terminalem zaczął się po tym unosić czarny dym. Po południu zbombardowano też Ras al-Unaf. Miasto poddano także atakowi artyleryjskiemu. Zginęły co najmniej dwie osoby, a 17 zostało rannych. Libijska telewizja państwowa powtórzyła informację o zdobyciu Bin Dżawad. Rebelianci próbowali podjąć atak na Bin Dżawad, jednak wojsko wystrzeliło 50 rakiet na drodze do tego miasta, co spowodowało wycofanie się powstańców do Ras al-Unaf. Rebelianci odpowiedzieli 40 pociskami przeciwlotniczymi Katiusza, jednak nie spowodowało to strat po stronie rządowej.
Muammar Kaddafi w wywiadzie dla tureckiej telewizji powiedział, że jeśli zostanie zamknięta przestrzeń lotnicza nad Libią, to jego obywatele chwycą za broń. Za wprowadzeniem no-fly zone optują Francja oraz Wielka Brytania. Szef amerykańskiego ośrodka badawczego Stratfor, George Friedman, powiedział, że wprowadzenie tej strefy nie zakończy wojny domowej. Według niego to trudne w praktyce i politycznie kosztowne. Do wprowadzenia zakazów lotów wezwał, przebywający od 1969 roku na emigracji następca tronu obalonej przez Kaddafiego monarchii, książę Mohammed El Senussi. Jeśli chodzi o międzynarodową interwencję to orzekł, że jedynie operacja lotnicza może być rozważana.
Rząd Kaddafiego wyznaczył nagrodę o równowartości 400 000 dolarów amerykańskich dla osoby, która pojmie przewodniczącego Rady Tymczasowej, Mustafę Abdela Dżalila. Za informację prowadzącą do jego ujęcia wyznaczono równowartość 160 000 dolarów.
Parlament Kuwejtu wezwał pozostałe kraje arabskie do uznania Rady Tymczasowej za jedyną reprezentację narodu libijskiego. Rada Tymczasowa zaapelowała do Unii Europejskie o uznanie jej za jedyny rząd libijski i wprowadzenia strefy zakazu lotów.
Do portu w Bengazi wpłynął statek z ponad tysiącem ton mąki pszennej. Była to pomoc wysłana przez Światowy Program Żywnościowy. Od początku wybuchu walk w Libii, produkcja ropy naftowej spadła do około 500 tys. baryłek z poziomu 1,6 miliona.

#### 10 marca – zdobycie Az-Zawiji i Ras al-Unuf przez siły rządowe
10 marca lotnictwo Kaddafiego kontynuowało rano bombardowanie Ras al-Unuf. Wystrzelono 50 rakiet. Jeden z pocisków spadł na dom mieszkalny. Ok. godz. 17:30 czasu lokalnego (16:30 czasu polskiego), telewizja w Trypolisie podała, że rebelianci w wyniku wymiany ognia opuścili miasto. Przedstawiciele powstańców zdementowali tę informację. Ostatecznie jednak wieczorem wojska Kaddafiego zmusiły powstańców do wycofania się z miasta po całodziennym ciężkim ostrzale artyleryjskim i bombardowaniu.
Siły rządowe zaatakowały również miasto Adżdabija, leżące nieopodal Ras al-Unuf. Intensywny atak wyprowadzono z zachodniej strony. Libijska telewizja podała, że padło miasto Brega, jednak obecni tam dziennikarze zaprzeczają, twierdząc, że jeszcze nie doszły tam siły reżimowe. Zbombardowano Bin Dżawad. Najemnicy walczący w służbie Kaddafiego, brali cywilów za zakładników.
Siły rządowe odbiły Az-Zawiję z rąk rebeliantów. Korespondentka gazety The Times doniosła, że na centralnym placu Zawiji obecne były flagi Kaddafiego, a miasto było oczyszczane ze śladów walk, choć okresowo słychać pojedyncze strzały.
Na Morze Śródziemne na patrole wysłano ORP Kontradmirał Xawery Czernicki, by monitorować przestrzeganie embarga na dostawy broni do Libii.
Brytyjski dziennik Guardian, podał, że w okolicach Az-Zawiji 6 marca zaginął ich dziennikarz. Poszukiwany był także brazylijski reporter, podróżujący z Brytyjczykiem.
Portugalski dziennik Publico doniósł, że wysłannik Kaddafiego na spotkaniu z ministrem spraw zagranicznych Portugalii Luisem Amado poinformował o gotowości dyktatora do rozmów o ustąpieniu. Francja uznała Narodową Radę Tymczasową za jedynego prawomocnego przedstawiciela narodu libijskiego i zapowiedziała wysłanie do Bengazi swojego ambasadora oraz przyjęcie ambasadora NRT w Paryżu. Władze Libii ogłosiły, że w tej sytuacji rozważą zaostrzenie relacji z Francją. Rząd Niemiec poinformował o zamrożeniu wszystkich kont libijskiego rządu w tym kraju. Rosja zapowiedziała wprowadzenie zakazu sprzedaży broni do Libii.
Saif al-Islam al Kaddafi oświadczył, że wygasło dwutygodniowe ultimatum rządu jego ojca dla opozycji i władze szykują się do dużej ofensywy militarnej.

#### 11 marca
Do miasta Ras al-Unuf wjechały w nocy rządowe czołgi wysadzone po desancie morskim. Po tym w Ras al-Unuf stacjonowało ok. 150 żołnierzy i 3 czołgi. Miasto zostało dzień wcześniej odbite z rąk rebeliantów po intensywnym bombardowaniu. Dziś kontynuowano naloty wokół miasta w promieniu 20 km.
Władze Libii oprowadziły ok. 100 zagranicznych dziennikarzy po zdobytej wczoraj przez siły Kaddafiego Az-Zawiji. Zorganizowano wówczas wiec poparcia dla dyktatora, a jego zwolennicy skandowali Kocham Kaddafiego.
Po piątkowych modłach zatrzymano próbę opozycyjnej demonstracji w Trypolisie.
Na szczycie UE dotyczącym sytuacji w Libii kanclerz Niemiec ogłosiła, że rząd niemiecki nie uznaje już Kaddafiego za partnera do rozmów w Libii. Kierujące pracami UE Węgry zapowiedziały zamrożenie aktywów koncernów naftowych i gazowych.
Zaprzestaniem wspierania walki z międzynarodowym terroryzmem i nielegalną imigracją zagroził UE Muammar Kaddafi. Libijskie władze uwolniły troje holenderskich żołnierzy (w tym kobietę) przetrzymywanych w Syrcie od 3 marca. Holendrzy wpadli w ręce reżimowej armii zaraz po tym jak ich helikopter wylądował w mieście, w czasie ewakuacji cywilów.
Po uznaniu dzień wcześniej przez rząd Francji Narodowej Rady Tymczasowej za prawomocnego przedstawiciela Libii, rząd Kaddafiego zerwał z Francją stosunki dyplomatyczne.

#### 12 marca
Libijskie siły zbrojne wyparły w nocy rebeliantów z okolic ośrodka przemysłu naftowego Ras al-Unuf na odległość 20 km do miejscowości Uqayla. Rząd oprowadził zagranicznych dziennikarzy po mieście by potwierdzić jego odbicie.
Brygada Chamisa, która dwa dni wcześniej zdobyła miasta Az-Zawija, podjęła szturm na Misratę. Podczas walk dezerterowało 32 żołnierzy, którzy przyłączyli się do rebeliantów.
W Kairze Liga Arabska poparła ustanowienie strefy zakazu lotów nad Libią i nawiązanie kontaktu z Narodową Radą Tymczasową.
Wieczorem podano informacje o śmierci pierwszego zagranicznego dziennikarza podczas tej wojny domowej. Był nim Ali Hassan al-Dżaber – korespondent Al-Dżaziry. Reporter zginął w pułapce zastawionej na ekipę Al-Dżaziry w pobliżu Bengazi. Inny dziennikarz został ranny. Telewizja nie podała kiedy dokładnie doszło do ataku, ani kto za nim stoi.

#### 13 marca – zdobycie Marsa al-Burajka przez siły rządowe
Rano siły rządowe znajdowały się 30 km od miasta Marsa al-Burajka. Lotnictwo dokonało gwałtownych bombardowań w mieście. Po drodze do Marsa al-Burajki, wojsko narodowe zajęło miejscowości Uqayla i Bisher. W południe państwowa telewizja poinformowała o odbiciu miasta Marsa al-Burajka z rąk powstańców. Informację tę potwierdziły światowe agencje, donoszące o uciekających bojownikach z miasta do Adżdabiji. Marsa al-Burajka została przejęta przez rebeliantów 2 marca.
Według doniesień agencji Reuters, w szeregach oddziałów przygotowujących szturm na Misratę doszło do buntu. Grupa żołnierzy wraz z generałem po walce między pododdziałami miała zdezerterować, nie chcąc uczestniczyć w atakach na cywilów. Rząd Kaddafiego nie potwierdził tych doniesień.
Amnesty International potępiła zamordowanie dziennikarza Al-Dżaziry.

#### 14 marca – kontratak rebeliantów w Marsa al-Burajka; zdobycie Zuwary przez siły rządowe
O 8:30 rebelianci podjęli kontratak na miasto Marsa al-Burajka, nad którym utracili kontrolę dzień wcześniej. Według rebeliantów, na których powoływała się Al-Dżazira, zginęło 25 żołnierzy, a 20 zostało pojmanych z elitarnej Brygady Chamis. Rebelianci poinformowali, że do wieczora przejęli dzielnicę mieszkalną i przemysłową miasta.
Rano lotnictwo zbombardowało miasto Adżdabija. Celem czterech nalotów był posterunek rebeliantów w mieście. Siły reżimowe zaatakowały w południe miasto Zuwara, kontrolowane od 24 lutego przez rebeliantów. Czołgi ustawiły się na pozycjach 500 m od centrum miasta. Wieczorem mieszkańcy podali, że Zuwara zostało zdobyte przez wojska rządowe. W walkach cztery osoby zginęły, a siedem odniosło rany.
Jeden z liderów rebelii gen. Mohamed Abdelrahim, zaapelował do areny międzynarodowej o dostawy amunicji. Ponadto poinformował, że dotychczas zginęło ponad 6 tys. osób, a blisko 14 tys. zostało rannych. Premier Turcji Tayyip Erdoğan rozmawiał z Kaddafim. Powiedział mu, że powinien wyznaczyć prezydenta, który byłby popularny w społeczeństwie. Wyznaczenie prezydenta miałoby być pierwszym krokiem w kierunku zakończenia konfliktu. Wysłannik ONZ, były jordański minister dyplomacji Abdelilah Al-Khatib, spotkał się z ministrem spraw zagranicznych Libii, Moussą Koussą.

#### 15 marca – zdobycie Marsa al-Burajka przez siły rządowe
Kaddafi wysłał na front do Bregi oddziały dowodzone przez synów Saadiego i Chamisa. Po południu sami rebelianci przyznali, że ponownie utracili kontrolę nad Mars al-Burajką w wyniku eskalacji walk.
Rada Tymczasowa powołała byłego ministra spraw wewnętrznych Abdela Fattaha Younesa al Abidi na głównodowodzącego sił zbrojnych powstania.
Lotnictwo rządowe kontynuowało od rana bombardowanie Adżdabiji, w wyniku czego powstańcy porzucili posterunki na rogatkach Adżdabiji. Po południu do miasta od strony zachodniej zbliżyło się wojsko lądowe. Rebeliancki myśliwiec MiG-23 i helikopter zatopiły dwa okręty wojenne sił Kaddafiego na Morzu Śródziemnym, w pobliżu miasta Adżdabija. Ostrzelali także czołgi, które wjechały do miast Adżadabija oraz Marsa al-Burajka.
W Zuwarze zdobytej dzień wcześniej przez wojska Kaddafiego, zorganizowano wiec poparcia dla dyktatora.
Rebelianci ogłosili, że Abdel Fattah Younes al-Abidi, były minister spraw wewnętrznych, został powołany na głównodowodzącego powstańczych sił zbrojnych.
Kaddafi przemówił do narodu za pośrednictwem państwowej telewizji. Rebeliantów nazwał po raz kolejny szczurami i groził, że ich zmiażdży.

#### 16 marca
Podczas nocnych obrad Rady Bezpieczeństwa ONZ nie osiągnięto konsensusu ws. zakazu lotów nad Libią. Stany Zjednoczone wprowadziły kolejne sankcje. Zamrożono m.in. majątek szefa libijskiej dyplomacji. Sankcje objęły także 16 przedsiębiorstw, które znajdują się pod kontrolą Kaddafiego, a na wiele libijskich firm z kluczowych branż, m.in. paliwowej i energetycznej, nałożono zakaz kontaktów handlowych. Wcześniej rząd USA zamroził majątek Kaddafiego i jego najbliższych o wartości 32 mld dol.
Przez całą noc siły rządowe przesuwały się na wschód, zbliżając się do Bengazi, głównego bastionu powstańców. Wojsko wezwało rebeliantów, by złożyli broń nim rozpocznie się decydująca bitwa. Syn Kaddafiego, Saif al-Islam, ogłosił, że jego oddziały są blisko Bengazi i planuje w 48 godzin zdobyć miasto.
Rebelianci przejęli libijski tankowiec Światło Afryki wiozący 25 000 ton ropy z Grecji do Trypolisu. Informację nad ranem podał dowódca sił rebelianckich Abdel Fatah Younes. Poinformował, że tankowiec należy do Hannibala Kaddafiego, syna dyktatora. 30-osobowa załoga znalazła się pod strażą rebeliantów. Statek zawinął do portu w Bengazi, który był tego dnia kontrolowany przez rebeliantów, a przejętą ropę zaplanowano zużyć do celów powstania.
W południe lotnictwo zbombardowało Misratę. W nalocie zginęło pięć osób. Rebelianci zniszczyli 16 czołgów i pojmali 20 żołnierzy. W ciężkich walkach zginęło 80 żołnierzy, 11 rebeliantów, a 20 zostało rannych. Duża część miasta nie miała elektryczności, odcięto dostęp do wody.
Po południu rebelianci zbombardowali wojska Kaddafiego zmierzające przez Adżdabiję do Bengazi. W akcji brały udział trzy samoloty rebelianckie. Zginęło 26 osób.
W Adżdabiji zaginęło czterech dziennikarzy New York Timesa. Po raz ostatni kontakt z zaginionymi nawiązano 15 marca rano. Wśród zaginionych był dwukrotny zdobywca nagrody Pulitzera Anthony Shadid, Tyler Hicks, Lynsey Addario oraz reporter Stephen Farrell, który był zakładnikiem terrorystów w 2004 w Iraku oraz w 2009 w Afganistanie.

#### 17 marca – zdobycie Adżadabiji przez siły rządowe; rezolucja Rady Bezpieczeństwa ONZ nr 1973
Siły rządowe ciężko bombardowały Adżdabiję. Według rebeliantów pociski spadały na centrum oraz dzielnice mieszkalne. Adżdabija była otoczona przez siły rządowe ze wszystkich stron. Siły rebeliantów walczących w mieście zostały odcięte od odwrotu do Bengazi. Adżdabija została ostatecznie zdobyta przez siły rządowe.
Lotnictwo zaatakowało siedzibę rebelianckich władz – Bengazi. Zbombardowano międzynarodowe lotnisko Benina. Rebelianci zdołali zestrzelić jedną maszynę. Po drodze do Bengazi siły lądowe zajęły terminal portowy Zueitina.
Siły reżimowe podały, że mają wyraźną przewagę w bitwie o Misratę, leżącą na froncie zachodnim i ogłosili rozpoczęcie ostatniej fazy bitwy.
Sekretarz Generalny NATO, Anders Fogh Rasmussen uważał, że na interwencje nie jest za późno. Powiedział, że czas jest ważny, ale wiele zależy od decyzji Rady Bezpieczeństwa ONZ.
Kaddafi udzielił wywiadu dla dzisiejszego wydania dziennika Le Figaro. Powiedział, że w jego kraju nie ma opozycji, a jedynie grupki zajmujące ulice. Powiedział, że walczy obecnie z terrorystami, którzy przyszli z zagranicy. Niech opuszczą kraj, niech znów dotrą do Afganistanu, niech powrócą do Guantanamo. Członkom powstańczej Narodowej Rady Libijskiej obiecał przyznać amnestię w razie oddania broni, ponieważ jego zdaniem są oni zakładnikami obecnych wydarzeń i nie są odpowiedzialni za bieżącą sytuację.
O 23:30 czasu polskiego Rada Bezpieczeństwa ONZ przyjęła rezolucję nr 1973 ustanawiającą strefę zakazu lotów nad Libią. Za wprowadzeniem rezolucji głosowała Bośnia i Hercegowina, Kolumbia, Francja, Gabon, Liban, Nigeria, Portugalia, RPA, Wielka Brytania oraz USA. Brazylia, Niemcy, Chiny, Indie oraz Rosja wstrzymały się od głosu. Rezolucja wprowadza strefę zakazów lotów i umożliwia ochronę ludności cywilnej poprzez interwencję wojskową. Ponadto zostały zamrożone wszystkie aktywa władz libijskich.

#### 18 marca – rządowe zawieszenie broni
Mimo obowiązującego zakazu lotów, siły Kaddafiego rano zbombardowały z powietrza Misratę. Przez całą noc trwał ostrzał artyleryjski. Na ulice miasta wjechało 25 czołgów, a rebelianci zostali zepchnięci do centrum miasta. W walkach 4 osoby zginęły, a 70 zostało rannych. Wieczorem rebelianci ogłosili, że utrzymali miasto i zadali wojskom Kaddafiego ciężkie straty.
O 2:00 w nocy sił rządowe zaatakowały miasto Nalut przy granicy z Tunezją na zachodzie Libii. Rebelianci odparli szturm. W ataku zginęło 4 żołnierzy Kaddafiego i jeden rebeliant. 18 żołnierzy dostało się do niewoli.
Ok. godziny 14:30 czasu lokalnego (13:30 czasu polskiego) libijskie władze zadeklarowały jednostronne zawieszenie broni. Mussa Kussa, minister spraw zagranicznych, powiedział, że libijskie wojsko zaprzestaje wszelkich działań militarnych na frontach
O 15:00 rebelianci podali, że siły rządowe wstrzymały ofensywę i tym samym zostali wyparci z miasta Misrata. Jednak później rebelianci poinformowali, że rozejm nie jest przestrzegany i ostrzał Misraty był kontynuowany. Siły bezpieczeństwa ustawiły się na posterunkach 3 km od miasta. 90% miasta nie miało elektryczności, nie było wody. W walkach zginęło 18 osób.
O 21:30 AFP doniosło o zbombardowaniu Bengazi przez pojedynczy samolot, natomiast Al-Dżazira poinformowała, że Kaddafi złamał ogłoszone zawieszenia broni i wieczorem jego czołgi wciąż poruszały się w stronę powstańczej stolicy.
Udział w militarnej interwencji zadeklarowały Norwegia, Francja, Wielka Brytania, USA, Katar i Zjednoczone Emiraty Arabskie. Kanada i Dania rozważały wysłanie swoich samolotów do Libii, natomiast Niemcy i Czesi odmówili wszelkiego udziału. Włochy poinformowały, że udostępnią swoje bazy lotnicze, a rząd Malty zapowiedział, że nie zezwoli na wykorzystanie swojego terytorium.
Po południu minister spraw zagranicznych Francji Alain Juppé, zapewnił, że już wszystko było gotowe do podjęcia militarnej operacji w Libii. Także gotowość do interwencji potwierdził Pentagon. Zakończenie planowania wojskowej operacji ochrony powstańców libijskich przed atakami lotnictwa Kaddafiego serwis prasowy NATO zapowiedział na niedzielę 20 marca. Tymczasem libijskie władze zapewniały, że rozejm jest przestrzegany i zwróciły się do Malty i Turcji o nadzorowanie zawieszenia broni. Oba kraje były przeciwne operacji militarnej. Saif al-Islam al-Kaddafi powiedział, że reakcja ONZ nie wywiera na władzach żadnego wrażenia.
Wieczorem do sytuacji w Libii ustosunkował Barack Obama. Amerykański prezydent, powiedział: "celem akcji jest zapewnienie bezpieczeństwa ludności cywilnej". Obama oświadczył, że Kaddafi był już wystarczająco dużo razy ostrzegany. Według prezydenta, jedyną szansą Kaddafiego jest przestrzeganie rozejmu, natychmiastowe wycofanie się z zajętych miast, przywrócenie do nich dostaw prądu i wody. To nie podlega negocjacjom. Jeśli tego nie zrobi, społeczność międzynarodowa odpowie konsekwencjami – dodał Obama.
Polski minister obrony narodowej Bogdan Klich poinformował, że polskie władze nie przewidziały udziału swoich żołnierzy w operacji w Libii, natomiast zadeklarował możliwość wsparcia operacji humanitarnej.